# Spiegel (Heraldik)
Der Spiegel ist in der Heraldik eine gemeine Figur im Wappen und seltener im Oberwappen oder in der Hand einer Schildhalterfigur. Das Wappenbild ist schon seit dem 16. Jahrhundert bekannt.
Die Darstellung, auch leicht räumlich, kann als kleiner runder oder ovaler Handspiegel mit und ohne Griff oder er kann eine rechteckige Form haben und beide Formen können durch einen auffälligen Rahmen geschmückt sein. Die Spiegelfläche kann alle heraldische Farben haben, sollte sich aber an die Tingierung des Wappenfeldes orientieren. Bei der Wappenbeschreibung ist die Farbe und Form klar zu melden, denn es sind Verwechslungen mit den Ringen zu vermeiden.
Gehäuft ist die Wappenfigur Spiegel in der Hand einer (Meer-)Jungfrau anzutreffen.
Eine Besonderheit ist aus der Napoleonischen Heraldik bekannt. Eine Schlange windet sich um den Griff eines Handspiegels, was im rechten blauen Obereck dargestellt ist. Der Teil des Wappenbildes war das Kennzeichen der Comtes-sénateurs.
Eine Bedeutung wird der Figur zugeschrieben: So gilt er in der Hand einer Meerjungfrau als Ebbe und in der Hand von Affen oder Meerkatzen als Eitelkeit.
Ein Spiegel eignet sich für redende Wappen. Beispiele sind das Adelsgeschlecht Spiegel (Spiegel zum Desenberg und Spiegel zu Peckelsheim) oder die Kommune Spiegelau.
Der Begriff hat in der Wappenkunde zudem folgende Bedeutungen:
- Als ältere Bezeichnung steht das Schirmbrett für einen Teil des Oberwappens.
- Die Wiederholung der Wappenbilder des Schildes in der Helmzier wird so blasoniert. Diese Form der Beschreibung gilt ebenfalls als veraltet.

Beispiel Napoleonische Heraldik
Weibersbrunn
Vic-en-Bigorre
Affen mit Spiegel im Oberwappen der Familie von Weichs
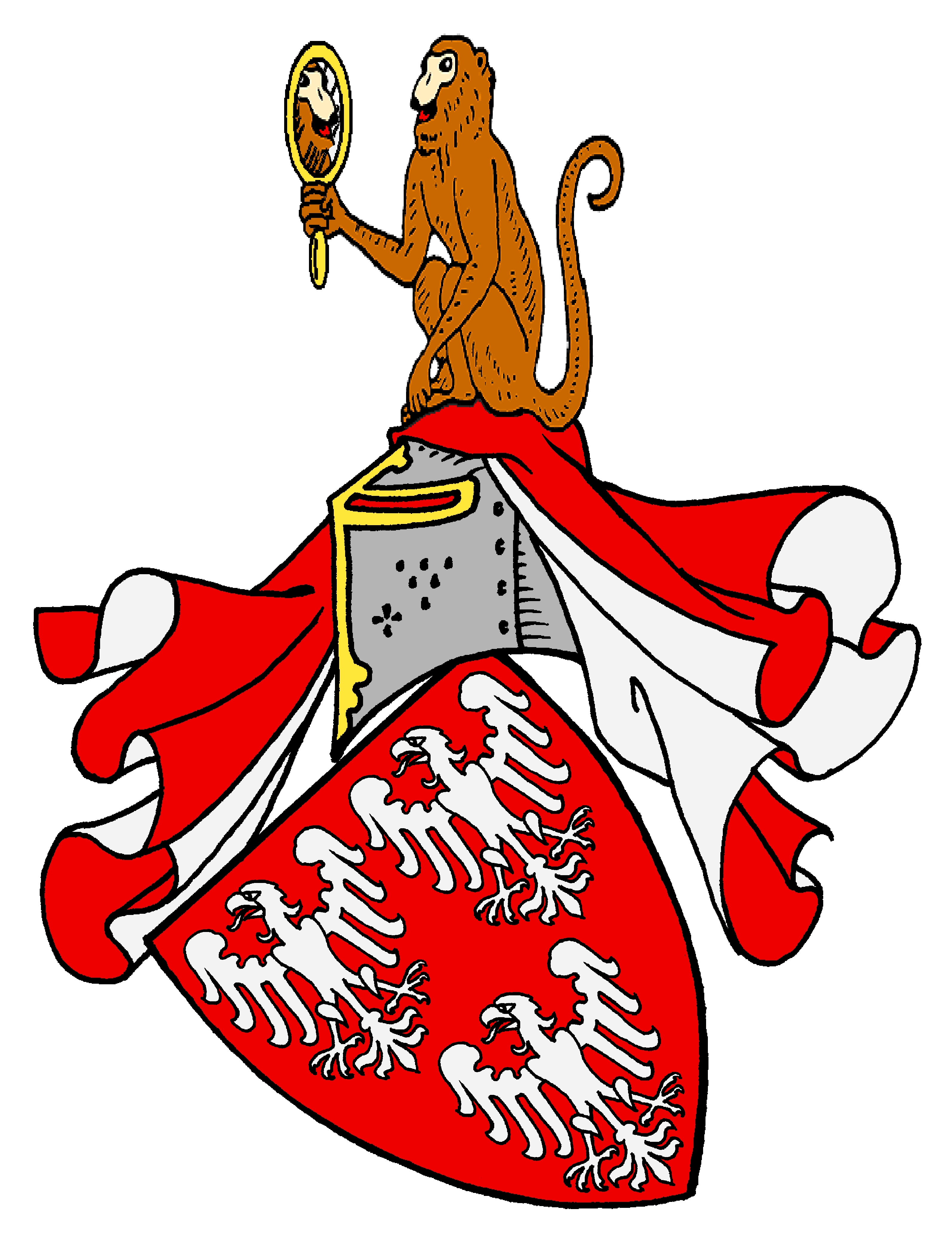
Affe mit Spiegel im Oberwappen der Familie von Dahn
François Marie d’Aboville
Bertizarana
La Glacerie Ringe mit Rand als Spiegel ohne Stiel
Redendes Wappen der Familie von Spiegel
oder als Ortswappen in Spiegelau, als Handspiegel blasoniert